# Camponotus ater
Camponotus ater é uma espécie de inseto do gênero Camponotus, pertencente à família Formicidae.